# Château de Marsay
Ne doit pas être confondu avec Château de Marçay.
Le château de Marsay est un château situé sur la commune de Missé, dans le département des Deux-Sèvres.

## Historique
Le monument fait l’objet d’une inscription au titre des monuments historiques depuis le 8 juillet 1988.